# Vialaea insculpta
Vialaea insculpta är en svampart som först beskrevs av Elias Fries, och fick sitt nu gällande namn av Pier Andrea Saccardo 1896. Vialaea insculpta ingår i släktet Vialaea och familjen Vialaeaceae.   Inga underarter finns listade i Catalogue of Life.